# Djimla
Djimla est une commune de la wilaya de Jijel en Algérie, située à 45 km au sud-est de Jijel.

## Géographie

### Situation
Le territoire de la commune de Djimla se situe au sud de la wilaya de Jijel.
| Boudriaa Ben Yadjis                | Ouadjana                     | Chahna                          |
| Boudriaa Ben Yadjis                | Djimla                       | Tessala Lemtaï (Wilaya de Mila) |
| Tassadane Haddada (Wilaya de Mila) | Minar Zarza (Wilaya de Mila) | Tessala Lemtaï (Wilaya de Mila) |

### Localités de la commune
La commune de Djimla est composée de dix-sept localités :
- Amara
- Anefchi
- Ben Daoud
- Boudjouada
- Daher Talaa
- El Aouadj
- El Kebibat
- El M'had
- Fedouless
- Ghballa
- Guelali
- Guelmamène
- Houza
- Laatama
- Laïoune
- Mardj Abd Allah
- Mardj El Oued
- Nador
- Oualdja
- Ouled Aïssa
- Ouled Ahssen
- Ouled Boutaleb
- Rass El Zane
- Stitra
- Tamentout

## Histoire
(août 2011).
- Si vous ne connaissez pas le sujet, laissez ce bandeau (vous pouvez alors contacter les auteurs).
- Si vous supprimez le contenu mis en cause (vous pouvez préalablement contacter les auteurs),

argumentez précisément cette suppression dans la page de discussion
(un manque de référence n'est pas un argument ; une recherche réelle de référence doit avoir été effectuée, être formellement documentée).

### Période musulmane
L'établissement des Arabes à Djimla date du VIIIe siècle, juste après les conquêtes de Moussa Ibn Noçaïr( Musa Ben-Nusayr) en Afrique. Ibn Khaldoun cite le cas d'une armée musulmane qui s'enfuit de Kairouan, pour se retirer à Jijel en 154 de l'hégire, 772 de notre ère. Le rempart romano-byzantin fut conservé, pour maintenir l'autorité des Wullats et on arabisa le nom romain de la ville qui devint Jijel; comme celui en usage aujourd'hui. Devenue cité arabe, Jijel demeura une place maritime et commerciale d'une certaine importance. Érigée sur la cité romano-byzantine, la ville de Jijel possédait deux ports, l'un au sud d'accès difficile et l'autre beaucoup plus petit, au nord, appelé "Marsa Chara ", selon le chroniqueur Ibn el Khatir.
Les tribus des Kutama des environs, furent parmi les adeptes de la doctrine chiite, prônée par des missionnaires qui travaillaient à gagner la confiance des prosélytes à la cause d'Obeïd-Allah, prédicateur d'Orient, qui aspirait à l'Émirat. Après que toutes les fractions de la grande tribu eurent adopter la doctrine fatimide, ils expulsèrent de l'Afrique du nord l'émir Aghlabide et reconnurent pour Khalife, un émir fatimide, en la personne Obeïd-Allah.
Il lancera ses troupes vers l'Égypte au nom du schiisme fatimide et fondera le Caire et la mosquée université d'El-Azhar d'où sortiront les plus grands savants du monde arabo-musulman (953-975).

### Période normande, génoise et pisane
Jijel fut un comptoir important des Normands au XIIe siècle, des Pisans et des Génois.
En 1144, la flotte de Roger II, après avoir ravagé l'est de l'Afrique, vint devant Jijel et s'empara de la ville pour la détruire ensuite complètement. Les Normands de Sicile pillèrent le château de Yahia Ibn El-Aziz et y mirent le feu. Après s'être retourné en Sicile, ils revinrent encore une fois au printemps 1145, occupèrent la ville et ils durent la quitter qu'à l'avènement de l'Emir Almohade Abdelmoumen, qui détruisit la puissance Hammadite et fit prisonnier Yahia Ibn El-Aziz (1152-1160).
Sous son règne on octroya quelques avantages aux Pisans, rivaux des Génois, qui installèrent des comptoirs commerciaux et tirèrent de la région les cuirs écrus qui servaient dans leurs tanneries.
Au début du XIIIe siècle, les difficultés encourues par les Pisans, poussèrent les Génois à les supplanter à Djimla. Les Génois construisirent une tour près de la porte principale de la citadelle (1283-1309). Leur occupation devait durer jusqu'au début du XVIe siècle, mais leur domination n'était pas effective. Car en 1513, ils envoyèrent une autre flotte sur Jijel, sous les ordres d'André Doria, qui fit détruire une grande partie de la ville.

### Période ottomane
Elle débuta en 1514 avec l'arrivée de Baba Aroudj qui, une fois guéri de sa blessure lors de la bataille malheureuse de Bejaia deux ans plus tôt où il perdit un bras, vint mouiller près des îles Afia à l'ouest de Jijel. À cette époque les habitants de cette ville s'empressèrent de le dissuader afin de les aider à déloger les Génois qui avaient pris pied un an plutôt. Il accepta la mission et aidé par le roi de Koukou du Djurdjura Ahmed Ben El Kadi, délivra Jijel de l'occupation génoise et reçu en hommage, par les habitants, le titre de "sultan de Jijel". C'est à cette période donc que débuta la domination turque sur l'Algérie puisqu'il continua sa mission et alla délivrer Alger de l'emprise espagnole en 1516. En prenant le penon d'Alger occupé par les Espagnols, il contrôla vite la ville et mit à mort le gouverneur de la ville Salem El Toumi.
Aroudj mourut en 1518 près de Tlemcen. Kheireddine son frère, plus souple que lui, prit la relève et aida considérablement les populations de Jijel et conduisit vers celle-ci un grand nombre de Maures d'Espagne chassés par les persécutions des rois d'Espagne. Il mourut à Constantinople en 1547.
Au cours du beylicat de Constantine, un pavillon de 25 hommes, des janissaires, commandé par un raïs était établi à Jijel.
Au cours du XVIIe siècle, l'histoire de Jijel fut marquée par une expédition française contre la ville, du temps de Louis XIV, et commandé par le duc de Beaufort. Après environ six mois de présence sur le sol jijelien, le 1er novembre 1664, le corps expéditionnaire français dut quitter la ville, voyant qu'il était impossible d y rester. Le nombre d'attaques augmentant sans cesse faisant de plus en plus de victimes parmi les régiments.
En 1740, les Turcs commencèrent à exploiter les forêts de Beni Foughal, pour en tirer le bois nécessaire à la fabrication de leurs vaisseaux.
Au début du XIXe siècle, un évènement majeur distingua la région de Jijel avec la révolte de Mohamed Ben El Harche contre le beylicat de Constantine au cours de laquelle il y eut de nombreuses victimes et une répression continue du bey Osman, qui se déplaça en personne, jusqu'aux environ d'El Milia pour essayer de mater la rébellion. Le Bey Osman dit le Borgne succomba lors d'un accident en chutant de son cheval dans un gouffre. Il fut enterré près du lieu du drame.

### Période française

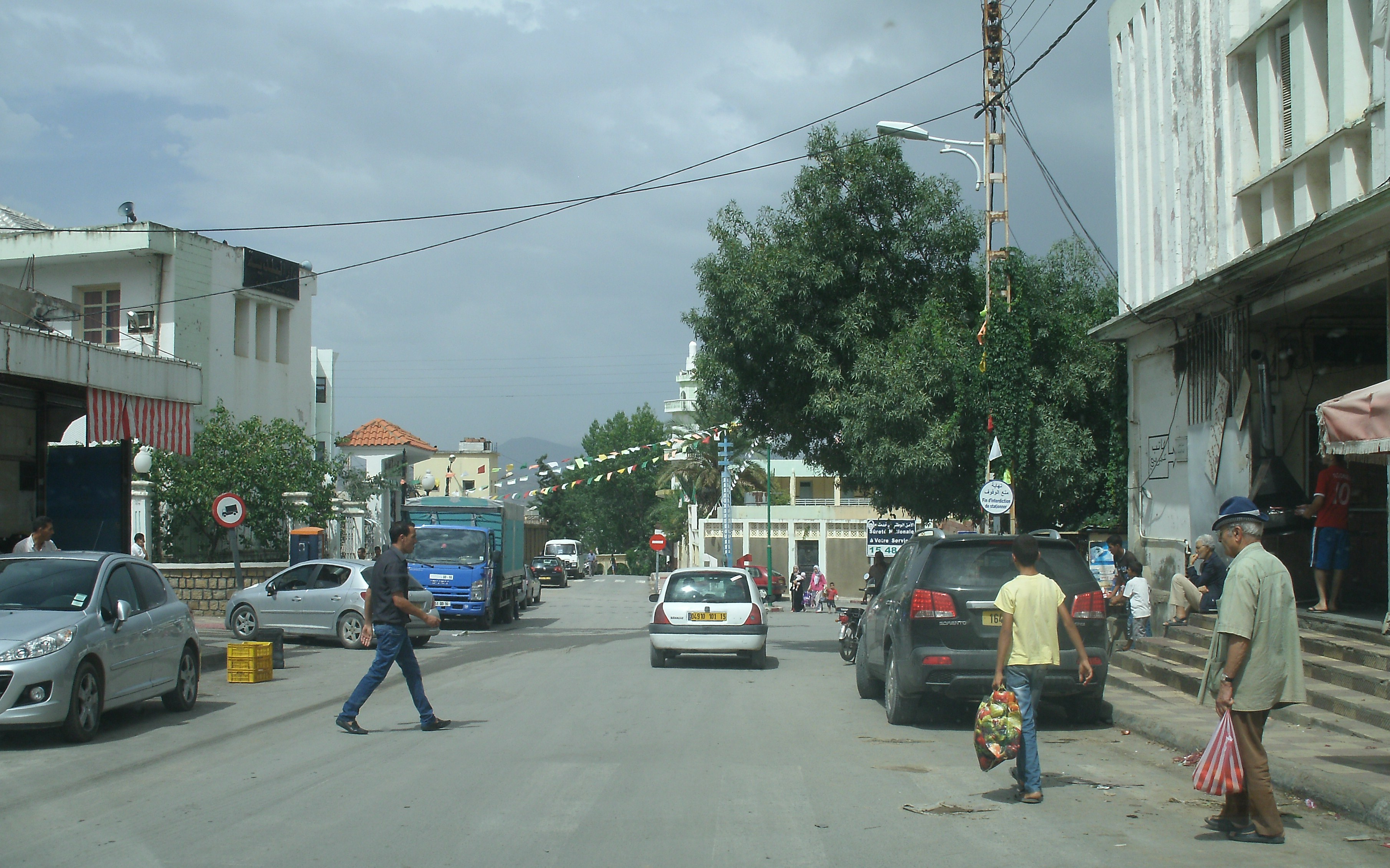
Rue de Djimla

Le début de l'occupation française débuta le matin du 13 mai 1839, avec l'arrivée la veille, à partir de Skikda, du corps expéditionnaire commandé par de Salles, à bord de deux bâtiments à vapeur, le Styx et le Cerbère. Ils durent relever les positions des forts Saint Ferdinand et Dusquesnes, pour se protéger des attaques incessantes des autochtones, puis complétèrent le système de défense le 15 mai par le fort Saint Eugénie et la redoute Galbois sur les hauteurs du djebel Ayouf. Les assauts des Jijelliens ne cessèrent pas pour autant et se poursuivirent tout au long du printemps 1839 avant de se retirer au début du mois de juin vers les hauteurs immédiates de la ville,,.
Pendant que les Français commencent l'organisation civile et militaire de la ville, un évènement souleva la région en 1871 lors de la révolte d'El Mokrani quand un de ses émissaires souleva environ 8 000 hommes à l'assaut des occupants dans tout le pays djidjellien.

## Administration
| Période                                  | Période | Identité           | Étiquette | Qualité |
| ---------------------------------------- | ------- | ------------------ | --------- | ------- |
| 2007                                     | 2012    | Makhlouf Laghouchi | RND       | P/APC   |
| 2012                                     | 2017    | Gribaa Toufik      | FLN       | P/APC   |
| Les données manquantes sont à compléter. |         |                    |           |         |